# Aringay
Aringay est une localité de la province de La Union, aux Philippines. En 2015, elle compte 47 458 habitants.